# 贊比西河歧鬚鮠
贊比西河歧鬚鮠，為輻鰭魚綱鯰形目倒立鯰科的其中一種，為熱帶淡水魚，分布於非洲澎哥洛河、凌波波河、Pungwe河與三比西河、魯誇湖流域，體長可達43公分，棲息在流動緩慢有遮蔽物的洪氾區底中層水域，以昆蟲、蝸牛等為食，會倒著身體游泳，生活習性不明。